# César Blackman (futbolista nacido en 1998)
César Rodolfo Blackman Camarena (Ciudad de Panamá, Panamá, 2 de abril de 1998) es un futbolista panameño. Juega como defensa para el Š. K. Slovan Bratislava de la Superliga de Eslovaquia.

## Trayectoria

### Chorrillo FC
Se formó en las categorías inferiores del Chorrillo FC y su debut profesional fue en la Primera División de Panamá el 7 de noviembre de 2015 en la derrota 1 a 2 contra el Sporting SM en el Estadio Maracaná en donde fue titular y jugó todo el partido. Fue subcampeón de la LPF Apertura 2015 en donde perdieron la final 3 a 0 por penales en un marcador en tiempo regular de 1 a 1 en el Estadio Rommel Fernández en donde no estuvo convocado, en dicho torneo jugó 1 partido. Fue nuevamente subcampeón pero esta vez de la LPF Clausura 2016 en donde perdieron 1 a 0 contra el CD Plaza Amador en el Estadio Rommel Fernández en donde fue titular y jugó todo el partido, en dicho torneo jugó 7 partidos. En la LPF Apertura 2016 jugó 18 partidos y anotó 1 gol en donde fueron eliminados en las semifinales en un marcador global de 1 a 0 contra el CD Plaza Amador en donde jugó en los 2 partidos. En la LPF Clausura 2017 jugó 12 partidos en donde quedaron en la sexta posición. En la Liga Concacaf 2017 jugó 4 partidos en donde fueron eliminados en los cuartos de final en un marcador global de 2 a 0 contra los Santos de Guápiles en donde jugó en los 2 partidos. Salió campeón de la LPF Apertura 2017 en donde le ganaron la final 5 a 1 contra CD Árabe Unido en el Estadio Rommel Fernández en donde no estuvo en el partido porque ya había sido traspaso a un nuevo club, en dicho torneo jugó 5 partidos.

### DAC Dunajska Streda
El 6 de septiembre de 2017 fue anunciado como nuevo jugador del FC DAC 1904 Dunajská Streda. Blackman hizo su debut con el club en un partido de la Copa de Eslovaquia el 13 de septiembre de 2017 en la victoria 0 a 3 contra el FK Lokomotíva Devínska Nová Ves en el Športový areál Devínska Nová Ves en donde fue titular y jugó todo el partido. En la Copa de Eslovaquia 2017-18 jugó 2 partidos en donde fueron eliminados en los cuartos de final en un marcador de 2 a 0 contra el Football Club Spartak Trnava en el Estadio Anton Malatinský en donde fue suplente y no jugó en el partido. En la Superliga de Eslovaquia 2017-18 jugó 4 partidos en donde quedaron en la tercera posición. Fue subcampeón de la Superliga de Eslovaquia 2018-19 en donde jugó 6 partidos clasificándose a la Liga Europa de la UEFA. En la Liga Europa de la UEFA 2019-20 jugó 4 partidos en donde fueron eliminados en segunda ronda clasificatoria en un marcador global de 3 a 5 contra el Atromitos de Atenas en donde jugó en los 2 partidos. En la Copa de Eslovaquia 2019-20 jugó 4 partidos en donde fueron eliminados en las semifinales en un marcador global de 1 a 4 contra el MFK Ružomberok en donde jugó en los 2 partidos. En la Superliga de Eslovaquia 2019-20 jugó 26 partidos y anotó 1 gol quedando en la tercera posición clasificándose a la Liga Europa de la UEFA. El 28 de agosto de 2020 fue anunciado su extensión de contrato hasta el 30 de junio de 2023. En la Liga Europa de la UEFA 2020-21 jugó 3 partidos en donde fueron eliminados en la tercera ronda clasificatoria en un marcador de 7 a  0 contra el LASK en el Linzer Stadion en donde fue titular y jugó hasta el minuto 48 porque le sacaron tarjeta roja. En la Copa de Eslovaquia 2020-21 jugó 1 partido en donde fueron eliminados en los cuartos de final en un marcador de 3 a 2 contra el FK Dukla Banská Bystrica en el Štadión MFK Lokomotiva Zvolen en donde no estuvo convocado. Fue subcampeón de la Superliga de Eslovaquia 2020-21 en donde jugó 27 partidos y en donde se clasificaron a la Liga Europa Conferencia. En la Superliga de Eslovaquia 2021-22 jugó 18 partidos en donde quedaron en la cuarta posición clasificando a la Liga Europa Conferencia. En la Liga Europa Conferencia de la UEFA 2022-23 jugó 6 partidos en donde fueron eliminados en la Tercera ronda clasificatoria en un marcador global de 0 a 2 contra el Fotbal Club FCSB en donde jugó en los 2 partidos. En la Copa de Eslovaquia 2022-23 jugó 1 partido en donde fueron eliminados en la cuarta ronda en un marcador 2 a 1 contra el FK Humenné en el Chemlonský štadión en donde fue titular y jugó hasta el minuto 84. Fue subcampeón de la Superliga de Eslovaquia 2022-23 en donde jugó 27 partidos y anotó 2 goles.

### Š. K. Slovan Bratislava
El 14 de junio de 2023 fue anunciado como nuevo jugador del Š. K. Slovan Bratislava. Debutó con el club el 29 de julio de 2023 en el empate 0 a 0 contra el FC Košice en el Košická Futbalová Aréna en donde fue titular y jugó hasta el minuto 71. En la Liga de Campeones de la UEFA 2023-24 jugó 1 partido en donde fueron eliminados en la Tercera Ronda Clasificatoria en un marcador global de 2 a 5 contra el Maccabi Haifa en donde jugó en 1 partido. En la Liga Europa de la UEFA 2023-24 jugó 2 partidos en donde fueron eliminados en la Ronda de Play-off en un marcador global de 4 a 7 contra el Aris Limassol en donde jugó los 2 partidos. En la Liga Europa Conferencia de la UEFA 2023-24 jugó 7 partidos y anotó 1 gol en donde fueron eliminados en la Ronda preliminar en un marcador global de 5 a 1 contra el Sturm Graz en donde jugó en 1 partido. En la Copa de Eslovaquia 2023-24 jugó 1 partido en donde fueron eliminados en los cuartos de final en un marcador de 1 a 3 contra el ŽP ŠPORT Podbrezová en el Tehelné pole en donde fue no estuvo convocado. Salió campeón de la Superliga de Eslovaquia 2023-24 en donde jugó 26 partidos y anotó 2 goles clasificándose a la Primera ronda de la Liga de Campeones.

## Selección nacional

### Categorías inferiores
Fue convocado por la selección sub-20 de Panamá para disputar el Campeonato Sub-20 de la Concacaf de 2017 donde jugó 4 partidos y fueron eliminados en la fase de clasificación en donde quedaron en la última posición del grupo E y para los XI Juegos Centroamericanos en donde estuvo en la banca en donde quedaron de última posición en el grupo A.

### Selección absoluta
Hizo su debut para la selección nacional de fútbol de Panamá el 23 de marzo de 2019 en el empate 1 a 1 contra Brasil en un Partido amistoso en el Estádio do Dragão en donde fue suplente y entró al minuto 85 por Michael Amir Murillo. En la Liga de Naciones de la Concacaf 2019-20 jugó 1 partido en donde quedaron eliminados en las fase grupos en donde quedaron en la segunda posición del grupo B clasificándose a la copa oro. En la Clasificación de Concacaf para la Copa Mundial de Fútbol de 2022 jugó 4 partidos en donde quedaron en la quinta posición quedándose a un paso del repechaje. En la Liga de Naciones de la Concacaf 2022-23 jugó 3 partidos en donde quedaron en el cuarto lugar tras perder 1 a 0 contra México en el  Allegiant Stadium en donde fue titular y jugó todo el partido. Fue subcampeón de la Copa de Oro de la Concacaf 2023 en donde perdieron la final 1 a 0 contra México en el SoFi Stadium en donde no estuvo convocado por una lesión de hombro, en dicha copa solo jugó 2 partidos por dicha lesión. En la Liga de Naciones de la Concacaf 2023-24 jugó 5 partidos en donde quedaron en el cuarto lugar tras perder 0 a 1 contra Jamaica en el AT&T Stadium en donde estuvo en como suplente en el partido. En la Copa América 2024 jugó 4 partidos y anotó 1 gol en donde fueron eliminados en los cuartos de final en donde perdieron 5 a 0 contra Colombia en el State Farm Stadium en donde fue titular y jugó hasta el minuto 46.

### Participaciones en selección nacional
| Copa                       | Categoría | Sede                    | Resultado             | Partidos | Goles |
| -------------------------- | --------- | ----------------------- | --------------------- | -------- | ----- |
| Campeonato Sub-20 2017     | Sub-20    | Costa Rica              | Fase de clasificación | 4        | 0     |
| XI Juegos Centroamericanos | Sub-20    | Nicaragua               | Fase de grupos        | 0        | 0     |
| Liga de Naciones 2019-20   | Mayor     | Concacaf                | Fase de grupos        | 1        | 0     |
| Liga de Naciones 2022-23   | Mayor     | Concacaf                | Cuarto lugar          | 4        | 0     |
| Copa Oro 2023              | Mayor     | Estados Unidos - Canadá | Subcampeón            | 2        | 0     |
| Liga de Naciones 2023-24   | Mayor     | Concacaf                | Cuarto lugar          | 4        | 0     |
| Copa America 2024          | Mayor     | Estados Unidos          | Cuartos de final      | 4        | 1     |
| Liga de Naciones 2024-25   | Mayor     | Concacaf                | Subcampeón            | 4        | 0     |

#### Goles internacionales
| # | Fecha                   | Lugar                                          | Rival          | Gol   | Resultado | Competición              |
| - | ----------------------- | ---------------------------------------------- | -------------- | ----- | --------- | ------------------------ |
| 1 | 27 de junio de 2024     | Mercedes-Benz Stadium, Atlanta, Estados Unidos | Estados Unidos | 1 - 1 | 2 - 1     | Copa América 2024        |
| 2 | 18 de noviembre de 2024 | Estadio Rommel Fernández, Juan Díaz, Panamá    | Costa Rica     | 1 - 0 | 2 - 2     | Liga de Naciones 2024-25 |

## Estadísticas
Actualizado el 18 de mayo de 2024.
| Club                                 | Div.                | Temporada           | Liga  | Liga  | Copa nacional | Copa nacional | Copa internacional | Copa internacional | Total | Total |
| Club                                 | Div.                | Temporada           | Part. | Goles | Part.         | Goles         | Part.              | Goles              | Part. | Goles |
| ------------------------------------ | ------------------- | ------------------- | ----- | ----- | ------------- | ------------- | ------------------ | ------------------ | ----- | ----- |
| Chorrillo FC · Panamá                | 1.ª                 | 2015-16             | 8     | 0     | 0             | 0             | 0                  | 0                  | 8     | 0     |
| Chorrillo FC · Panamá                | 1.ª                 | 2016-17             | 30    | 1     | 0             | 0             | 0                  | 0                  | 30    | 1     |
| Chorrillo FC · Panamá                | 1.ª                 | 2017-18             | 5     | 0     | 0             | 0             | 4                  | 0                  | 9     | 0     |
| Chorrillo FC · Panamá                | Total               | Total               | 43    | 1     | 0             | 0             | 4                  | 0                  | 47    | 1     |
| FK DAC Dunajská Streda · Eslovaquia  | 1.ª                 | 2017-18             | 4     | 0     | 2             | 0             | 0                  | 0                  | 6     | 0     |
| FK DAC Dunajská Streda · Eslovaquia  | 1.ª                 | 2018-19             | 6     | 0     | 0             | 0             | 0                  | 0                  | 6     | 0     |
| FK DAC Dunajská Streda · Eslovaquia  | 1.ª                 | 2019-20             | 26    | 1     | 6             | 0             | 4                  | 0                  | 36    | 1     |
| FK DAC Dunajská Streda · Eslovaquia  | 1.ª                 | 2020-21             | 27    | 0     | 1             | 0             | 3                  | 0                  | 31    | 0     |
| FK DAC Dunajská Streda · Eslovaquia  | 1.ª                 | 2021-22             | 18    | 0     | 2             | 1             | 0                  | 0                  | 20    | 1     |
| FK DAC Dunajská Streda · Eslovaquia  | 1.ª                 | 2022-23             | 27    | 2     | 3             | 0             | 6                  | 0                  | 36    | 2     |
| FK DAC Dunajská Streda · Eslovaquia  | Total               | Total               | 108   | 3     | 12            | 1             | 13                 | 0                  | 135   | 4     |
| Š. K. Slovan Bratislava · Eslovaquia | 1.ª                 | 2023-24             | 26    | 2     | 1             | 0             | 10                 | 1                  | 37    | 3     |
| Š. K. Slovan Bratislava · Eslovaquia | 1.ª                 | 2024-25             | 0     | 0     | 0             | 0             | 0                  | 0                  | 0     | 0     |
| Š. K. Slovan Bratislava · Eslovaquia | Total               | Total               | 26    | 2     | 1             | 0             | 10                 | 1                  | 37    | 3     |
| Total en su carrera                  | Total en su carrera | Total en su carrera | 177   | 6     | 13            | 1             | 27                 | 1                  | 219   | 8     |

## Palmarés

### Títulos nacionales
| Título           | Club                    | País       | Año     |
| ---------------- | ----------------------- | ---------- | ------- |
| Primera División | Chorrillo F. C.         | Panamá     | 2017-A  |
| Superliga        | Š. K. Slovan Bratislava | Eslovaquia | 2023-24 |